# Heiliggeistloch

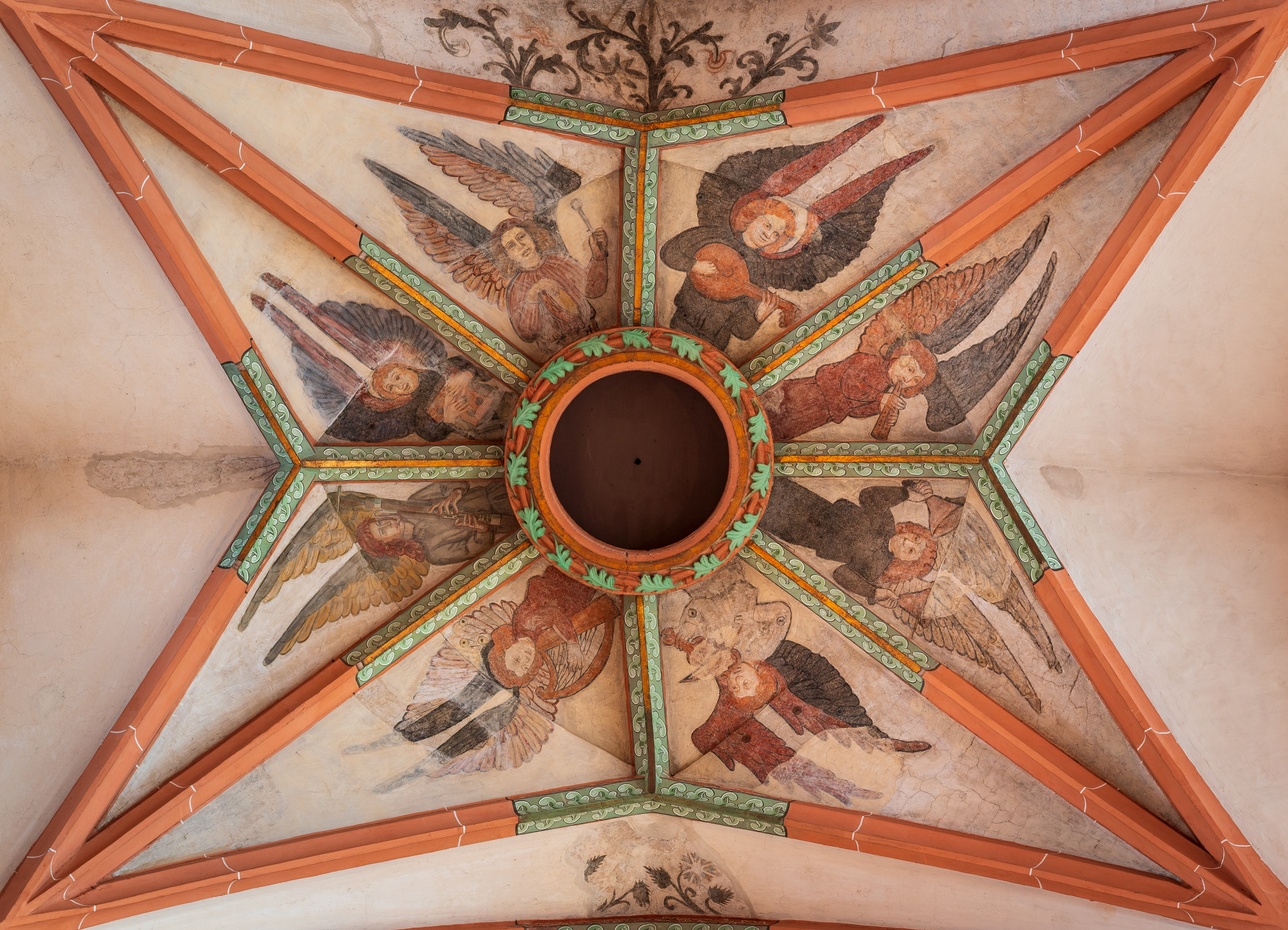
Heiliggeistloch mit musizierenden Engeln in der Heiliggeistkirche in Heidelberg

Ein Heiliggeistloch (auch Heilig-Geist-Loch), Himmelloch oder Pfingstloch ist eine Öffnung in der Decke des Langhauses eines Kirchengebäudes, meist in der Nähe des Chores und dient zum Herablassen von Gegenständen.

## Funktion
Während des Pfingstgottesdienstes diente die Öffnung dazu, als Symbol für den Heiligen Geist eine weiße Taube freizulassen, eine Holztaube herunterzulassen oder Blumen herabregnen zu lassen. Der spezielle liturgische Zusammenhang mit der Pfingsttaube ist an manchen Heiliggeistlöchern bildlich eindrucksvoll dargestellt.

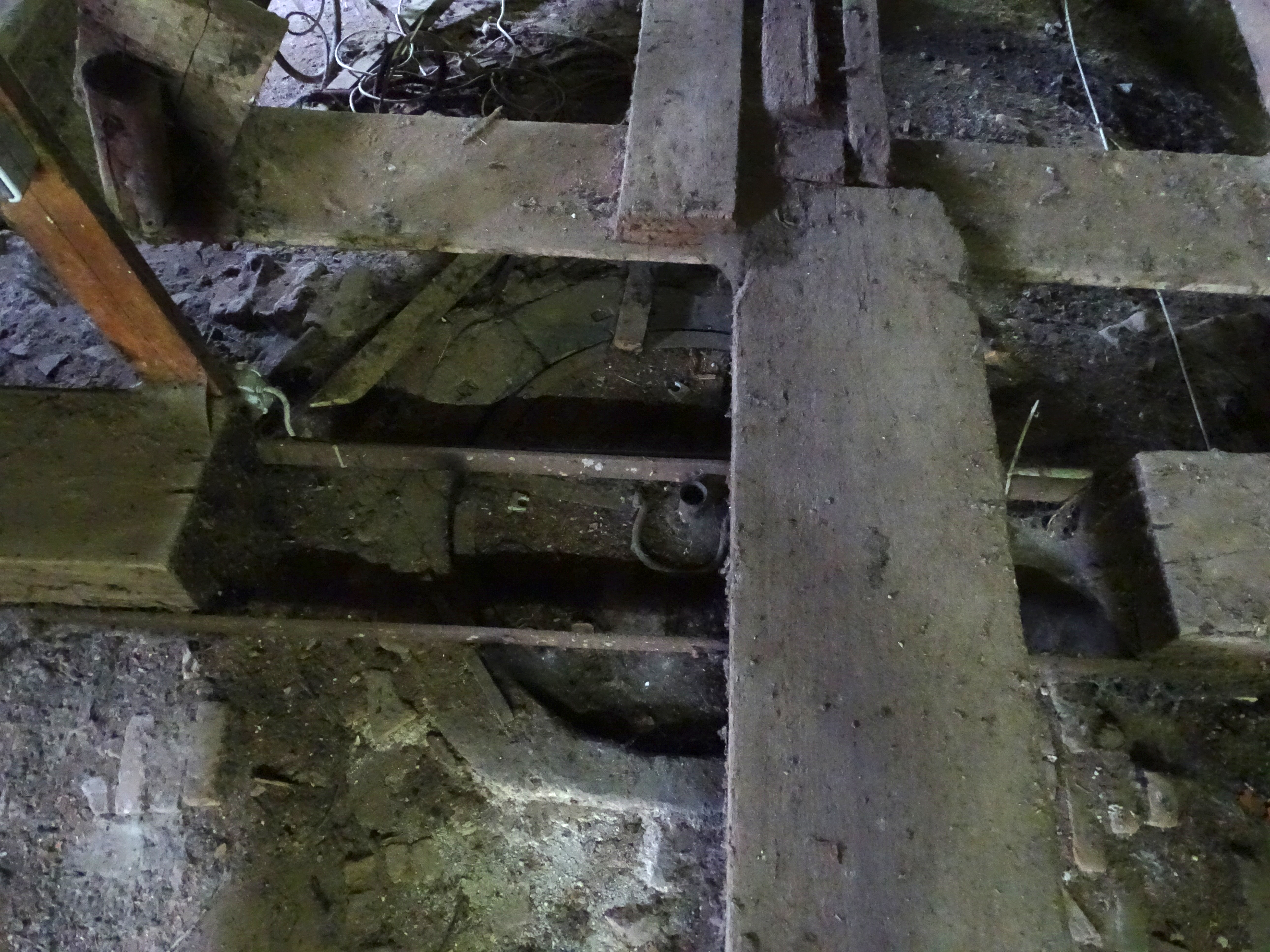
Blick von oben auf ein abgedeckeltes Heiliggeistloch (Pfarrkirche Gratkorn)

Gelegentlich ließ man durch die Öffnung trotz der Brandgefahr brennendes Werg als Symbol der Flammenzungen des Heiligen Geistes fallen. In anderen Fällen wurden die Zungen bereits als Verzierung rund um das Loch angebracht.

Pfingsttauben am oder unterm Heiliggeistloch
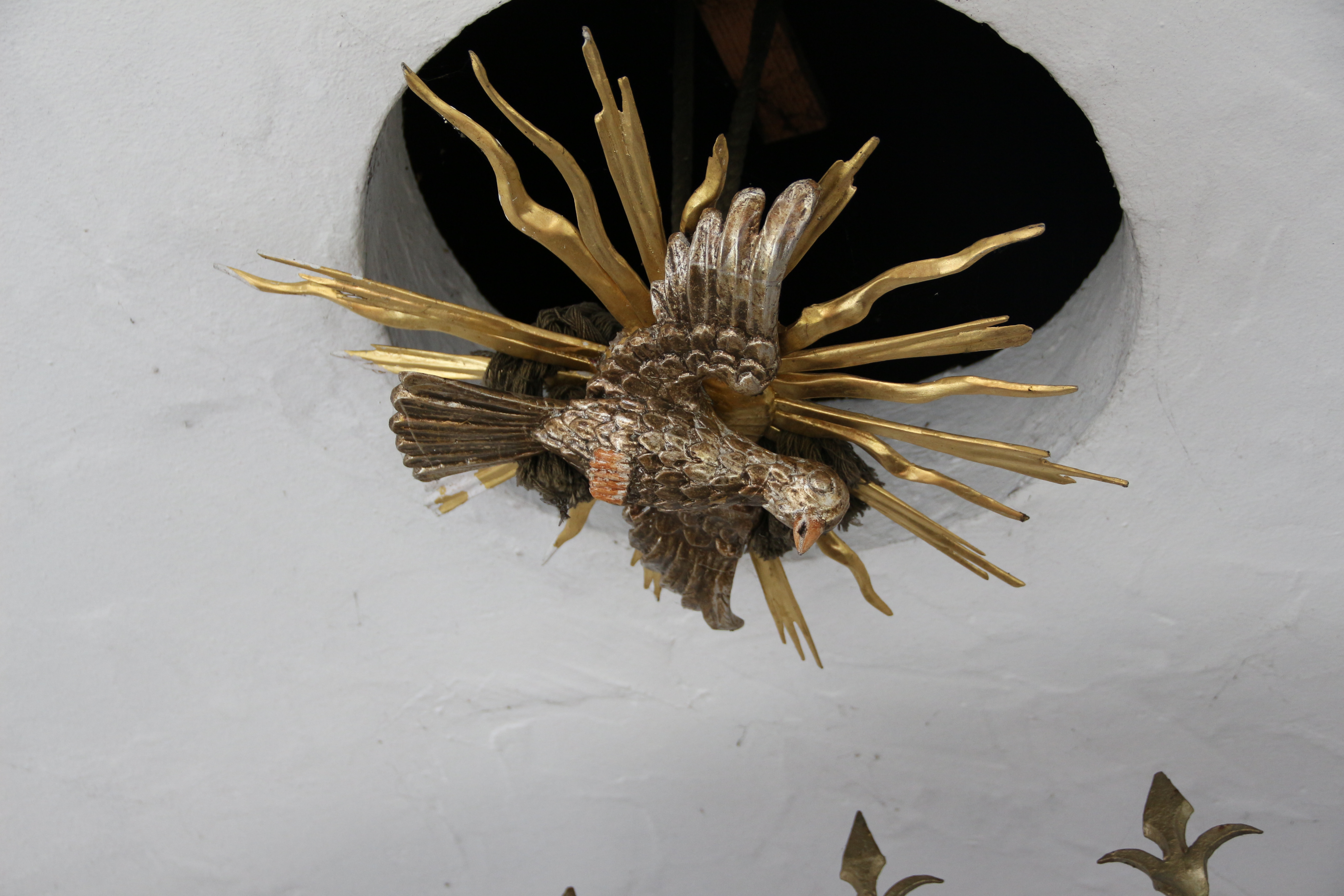
Unter einem offenen Heiliggeistloch hängende Pfingsttaube (Kapelle beim Gasthaus Schanz in Ebbs/Tirol)
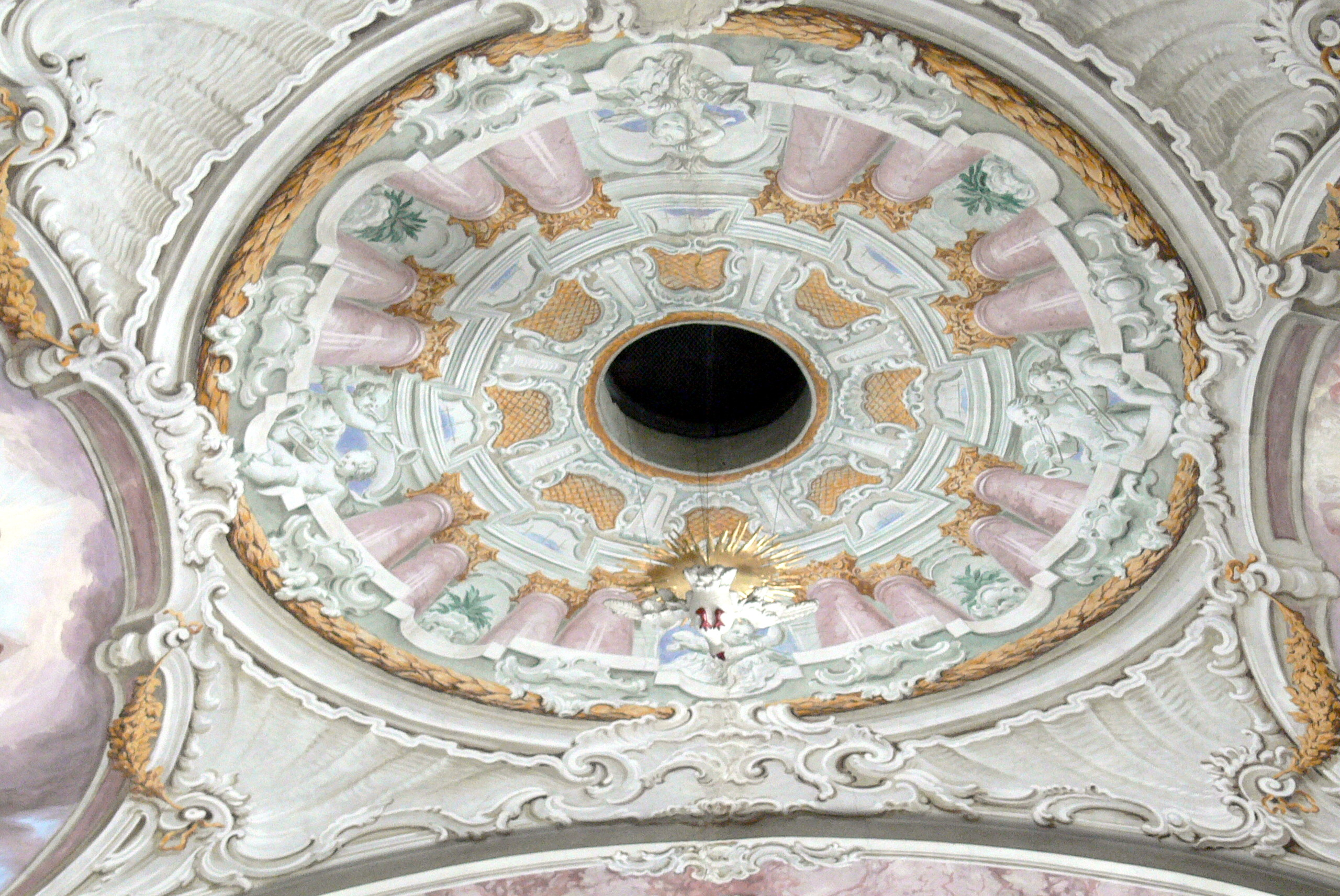
Heiliggeistloch mit darunter schwebender Pfingsttaube (Söll/Tirol)
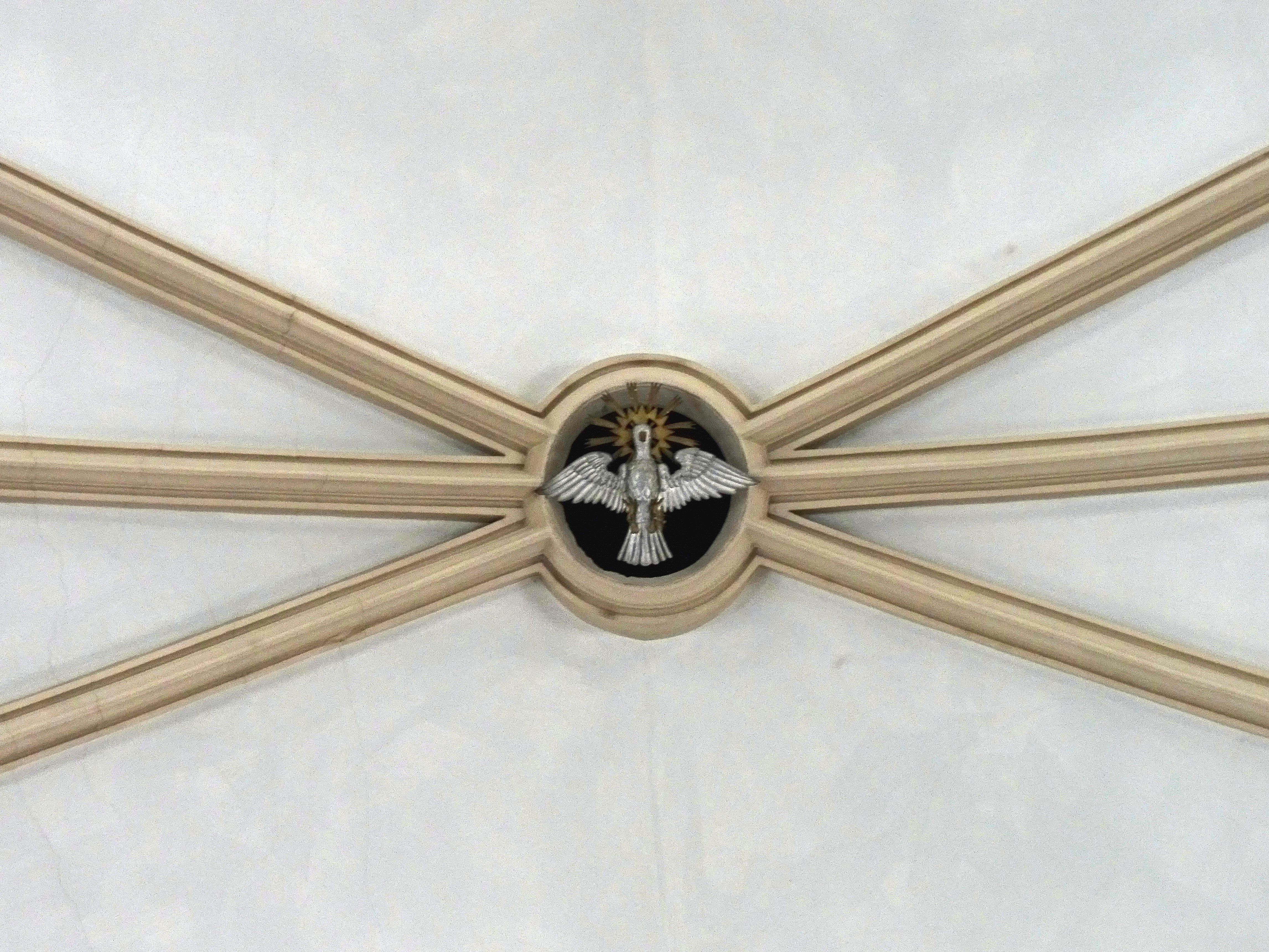
Pfingsttaube im Heiliggeistloch (Pfarrkirche in Sankt Bartholomä, Steiermark)
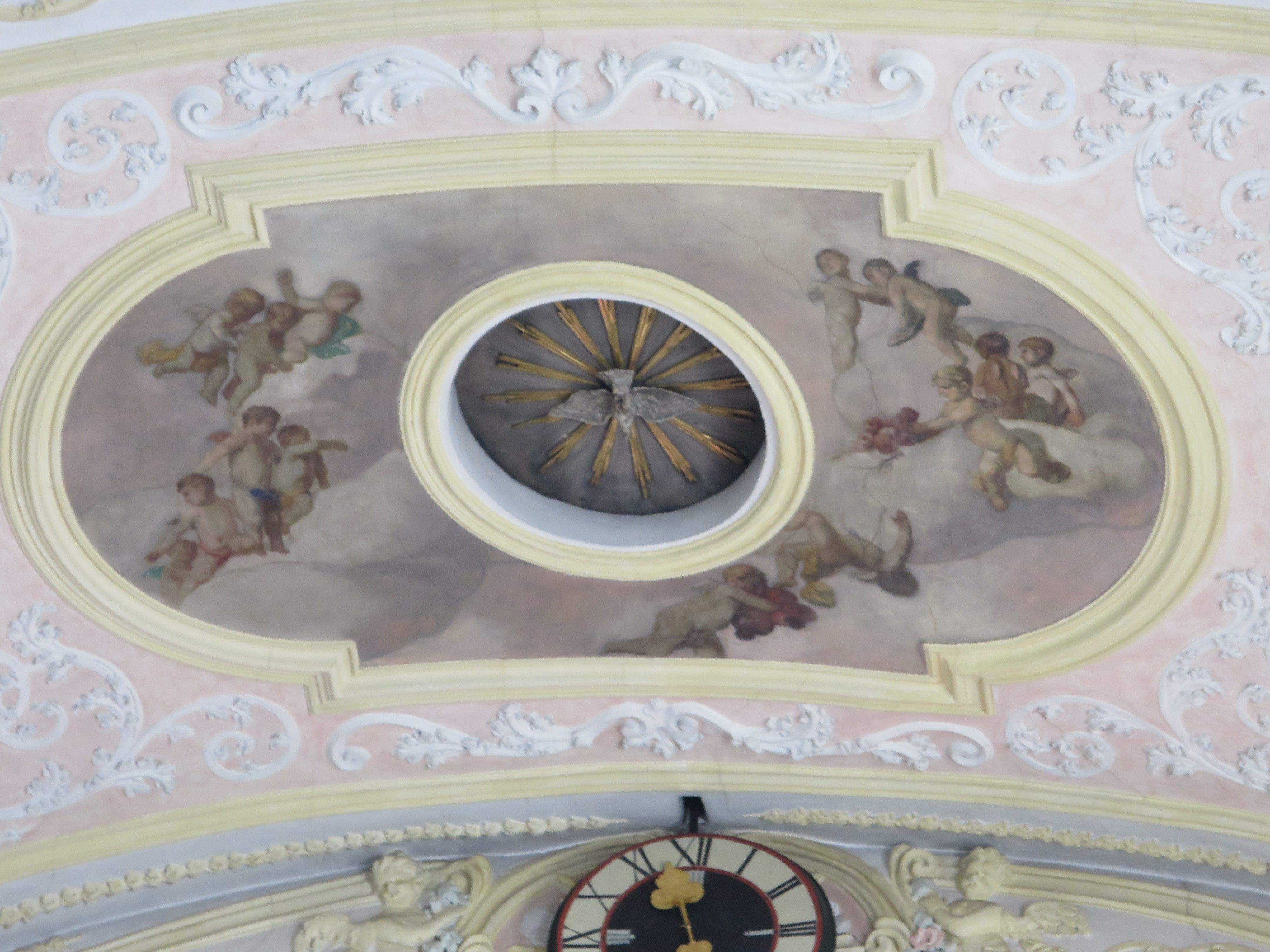
Stuckierte Pfingsttaube in einem Heiliggeistloch (neubarocker Deckenstuck in St. Martin, Zorneding)
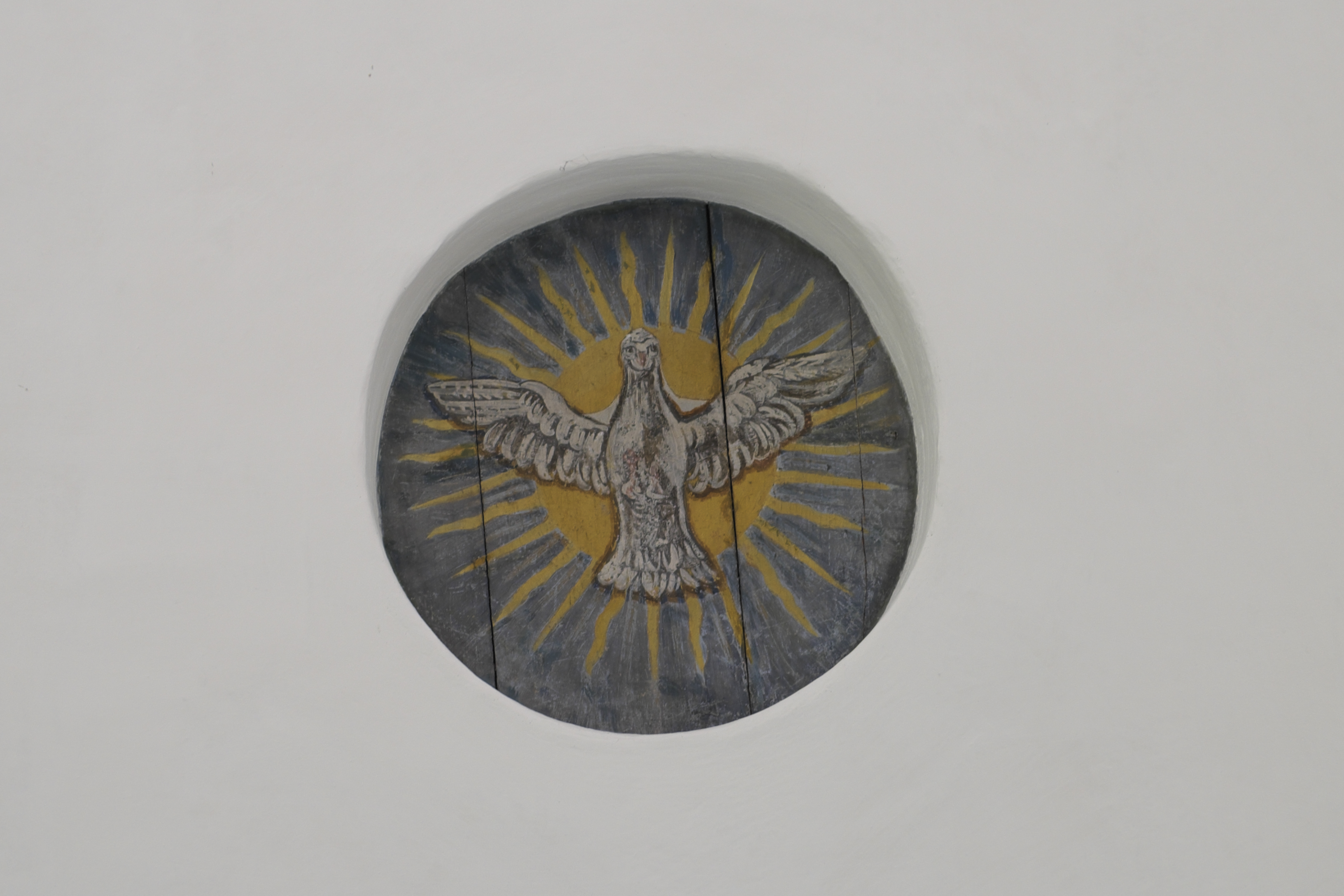
Auf ein Deckelbrett gemalte Pfingsttaube über einem Heiliggeistloch (Patrona Bavariae in Baierbrunn)

In anderen Kirchen wurde an Christi Himmelfahrt ein Licht geschwenkt und für die Jugend wurden Süßigkeiten und Blumenkränze geworfen oder eine Christusfigur stieg durch diese Öffnung an einem Seil in den „Himmel“ auf.
Der seit der Gotik bekannte Brauch kam nach der Aufklärung nach und nach außer Gebrauch, wird heute aber in einigen Kirchen wiederbelebt.
Im Passauer Dom ist über dem Heiliggeistloch im Dachgebälk eine Orgel als Fernwerk aufgestellt, die durch das vergitterte Heiliggeistloch hörbar ist.

## Unterscheidung
Zu unterscheiden sind solche Rundöffnungen in Gewölben insbesondere von Türmen, die zum Hochziehen und Herablassen von Glocken dienten.